# L. T. F. Gamut
L. T. F. Gamut war ein Sammelpseudonym für die niederländischen Logiker Johan van Benthem, Jeroen Groenendijk, Dick de Jongh, Martin Stokhof und Henk Verkuyl.
Die Initialen L. T. F. stehen für die Themen, über die das Kollektiv veröffentlichte, nämlich Logik (niederländisch logica), Sprache (taal) und Philosophie (filosofie). Gamut steht für die Universitäten von Groningen, Amsterdam und Utrecht, denen die Autoren angehörten.

## Publikationen
- Logica, taal en betekenis. Inleiding in de logica. Band 1. Het Spectrum, 1982.
- Logica, taal en betekenis. Intensionele logica en logische grammatica. Band 2. Het Spectrum, 1982.